# Wołga Niżny Nowogród
Wołga Niżny Nowogród (ros. Футбольный Клуб «Волга» Нижний Новгород, Futbolnyj Kłub „Wołga” Niżnij Nowgorod) – rosyjski klub piłkarski z siedzibą w Niżnym Nowogrodzie.

## Historia
Chronologia nazw:
- 1963–1984: Wołga Gorki (ros. «Волга» Горький)
- 1998–2003: Elektronika Niżny Nowogród (ros. «Электроника» Нижний Новгород)
- 2004–2016: Wołga Niżny Nowogród (ros. «Волга» Нижний Новгород)

Założony w 1963 w wyniku fuzji drużyn Torpedo Gorki i Rakieta Gorki. Występował w rozgrywkach Mistrzostw ZSRR. W 1984 klub został rozwiązany. W 1998 został reaktywowany jako Elektronika Niżny Nowogród. W 2004 klub zmienił nazwę na Wołga Niżny Nowogród. Po sezonie 2008 awansował do rosyjskiej pierwszej dywizji.
W 2010 roku awansował do Priemjer-Ligi Rosyjskiej, z której spadła zajmując przedostatnie miejsce w sezonie 2013/14. W 2016 roku klub został rozwiązany.

## Sukcesy
- 14 miejsce w Pierwszej Grupie ZSRR: 1964
- 1/16 finału Pucharu ZSRR: 1964
- 1 miejsce w Drugiej Dywizji, grupie Uralsko-Nadwołżańskiej: 2008
- 1/2 finału Pucharu Rosji: 2012